# Helmut Pirnat
Helmut Pirnat (* 26. Januar 1950 in Graz) ist ein österreichischer Kameramann.

## Leben
Er studierte Germanistik in Wien und besuchte die Filmakademie Wien. Als Kameramann zeichnet er sich für zahlreiche österreichische und deutsche TV- und Kinoproduktionen verantwortlich. Die Internet Movie Database zählt mehr als 90 Produktionen. Für den Fernsehmehrteiler Ex – eine romantische Komödie agierte er als Co-Regisseur.

## Filmografie (Auswahl)
- 1981: Die totale Familie
- 1986: Erdsegen
- 1988: Einstweilen wird es Mittag
- 1989: Aschenputtel
- 1991: I love Vienna
- 1992: Cappuccino Melange
- 1993: Muttertag – Die härtere Komödie
- 1994: Höhenangst
- 1994: Die Knickerbocker-Bande: Das sprechende Grab
- 1995: Freispiel
- 1996: Der Bockerer II – Österreich ist frei
- 1997: Qualtingers Wien
- 1999: Fink fährt ab
- 1998: Bella Block: Auf der Jagd
- 1999: Geboren in Absurdistan
- 1999: Wanted
- 2000: Der Überfall
- 2000: Es geht nicht immer nur um Sex
- 2000: Tatort – Der Millenniumsmörder
- 2001: Eine Insel zum Träumen – Koh Samui
- 2001: Zwölfeläuten
- 2002: Poppitz
- 2004: Plötzlich Opa
- 2004: Polizeiruf 110: Vater Unser
- 2005: Tatort – Der Teufel vom Berg
- 2005: Conny und die verschwundene Ehefrau
- 2007: Beste Zeit
- 2008: Beste Gegend
- 2008: Meine Mutter, mein Bruder und ich!
- 2010: Der Täter
- 2010: Die Tochter des Mörders
- 2010: Zimmer mit Tante
- 2010: Zimtstern und Halbmond
- 2011: Ich habe es dir nie erzählt
- 2011: Der letzte schöne Tag
- 2012: Die Wand
- 2012: Wohin der Weg mich führt
- 2013: Als meine Frau mein Chef wurde … (Regie: Matthias Steurer)
- 2013: Bad Fucking
- 2013: Wenn es am schönsten ist
- 2013: Tür an Tür
- 2015: Unsichtbare Jahre
- 2015: Zweimal lebenslänglich
- 2015: Kleine Ziege, sturer Bock
- 2015: Schwägereltern
- 2016: Landkrimi – Sommernachtsmord
- 2016: Nie mehr wie es war
- 2017: Der Polizist, der Mord und das Kind
- 2018: Winterherz – Tod in einer kalten Nacht
- 2018: Du bist nicht allein
- 2019: Hartwig Seeler – Gefährliche Erinnerung
- 2021: Hartwig Seeler – Ein neues Leben
- 2022: Hartwig Seeler – Im Labyrinth der Rache

## Auszeichnungen
- 2005: Romy (Beste Kamera) für die Tatort-Folge Der Teufel vom Berg
- 2000: IFF de Cine de Gran Canaria (Beste Kamera) für Der Überfall
- 1998: Romy (Beste Kamera) für Qualtingers Wien
- 1990: Romy (Beste Kamera) für Verkaufte Heimat – Leb Wohl Du mein Südtirol